# 柏倉早智子
柏倉 早智子（かしくら さちこ、1971年 - ）は、日本の高等学校教員、チアリーディング指導者、元チアリーダー。
北海道帯広市出身、上川郡剣淵町在住。大妻女子大学卒業。弟はTBSアナウンサーの安住紳一郎。女優の原千晶は従妹、元フリーアナウンサー、タレントの西島まどかは義妹にあたる。既婚。

## 人物
1989年に北海道帯広柏葉高等学校を卒業後、大妻女子大学家政学部に入学し、チアリーディング部で活動。大学卒業後は帰郷し、地方公務員として北海道の公立学校の高等学校教員となり、1995年に北海道興部高等学校、1999年に北海道剣淵高等学校へ赴任し現在に至る。同校のチアリーディング部顧問も務める。小学校教員と結婚している。
NHK BS1で放送されているチアリーディング日本選手権大会の解説を2006年より担当している。

## 実績
- 2001年 第1回世界選手権チアリーディング大会 優勝（女子チーム主将）

## 出演
- チアリーディング日本選手権大会 解説（NHK BS1）2006年 - 2015年現在